# Osogowska Płanina
Osogowska Płanina (maced. Осоговски Планини, bułg. Осоговска планина) – pasmo górskie na granicy Macedonii Północnej i Bułgarii między rzekami Wardar i Struma; zbudowany głównie z łupków krystalicznych; najwyższy szczyt – Ruen, 2251 m n.p.m.; stoki pokryte dębowymi i sosnowymi lasami, w partiach szczytowych – łąki.